# Batracharta cossoides
Batracharta cossoides är en fjärilsart som beskrevs av John Henry Leech 1900. Batracharta cossoides ingår i släktet Batracharta och familjen nattflyn. Inga underarter finns listade i Catalogue of Life.